# Município de Plain (condado de Stark, Ohio)
O município de Plain (em inglês: Plain Township) é um município localizado no condado de Stark no estado estadounidense de Ohio. No ano de 2010 tinha uma população de 52.540 habitantes e uma densidade populacional de 738,36 pessoas por km².

## Geografia
O município de Plain encontra-se localizado nas coordenadas 40° 52′ 07″ N, 81° 22′ 08″ O. Segundo a Departamento do Censo dos Estados Unidos, o município tem uma superfície total de 71.16 km², da qual 70.73 km² correspondem a terra firme e (0.59%) 0.42 km² é água.

## Demografia
Segundo o censo de 2010, tinha 52.540 habitantes residindo no município de Plain. A densidade populacional era de 738,36 hab./km². Dos 52.540 habitantes, o município de Plain estava composto pelo 92.54% brancos, o 4.31% eram afroamericanos, o 0.23% eram amerindios, o 0.97% eram asiáticos, o 0.01% eram insulares do Pacífico, o 0.33% eram de outras raças e o 1.62% pertenciam a duas ou mais raças. Do total da população o 1.42% eram hispanos ou latinos de qualquer raça.